# روونا وبستر
روونا وبستر (انگلیسی: Rowena Webster؛ زادهٔ ۲۷ دسامبر ۱۹۸۷) بازیکن زن واترپلو اهل استرالیا است.
وی در مسابقات کشوری و بین‌المللی در مجموع برندهٔ ۲ مدال طلا، ۲ مدال نقره، ۴ مدال برنز شده‌است.